# Паралија Панделеимонос
Паралија Панделеимонос (грч. Παραλία Παντελεήμονος) је приморско насељено место у општини Дион-Олимп у периферији Средишња Македонија, Грчка. Према попису из 2021. године било је 54 становника.
Насеље је подигнуто шездесетих година 20. века и први пут се помиње на попису из 1971. године са 36 становника.